# Rahan, il figlio dei tempi selvaggi
Rahan, il figlio dei tempi selvaggi è una serie animata francese del 1986 ambientata nella preistoria e prende spunto dall'omonimo fumetto di Roger Lécureux e André Chéret. È stata trasmessa in Italia in prima visione da Raiuno, poi negli anni Novanta da diverse emittenti locali.

## Trama
Rimasto orfano quando era ancora neonato, a causa dell'attacco di animali feroci che uccisero i suoi genitori, Rahan fu raccolto dal clan di Crao. Quest'ultimo divenne suo padre adottivo, e lo portò nel villaggio alle pendici della montagna azzurra. Qui Rahan crebbe con Crao a fargli da padre e maestro, venendo a conoscenza dei segreti della natura e delle abitudini degli uomini suoi simili, "coloro che camminano eretti".
Ma perché gli altri bambini del villaggio non sono biondi come lui, e non hanno la pelle altrettanto chiara? Crao non sa rispondere a questa domanda, ma insegna al piccolo Rahan che non è importante il colore dei capelli o della pelle. "Coloro che camminano eretti", sebbene divisi in diversi clan che vivono lontani l'uno dall'altro, sono in realtà un solo popolo.
La vita di Rahan sembra scorrere felice fino a quando, lontano per una battuta di caccia, la montagna azzurra esplode e l'eruzione vulcanica spazza via l'intero villaggio, compreso Crao, che fa appena in tempo a donare a Rahan la collana simbolo del suo clan. Una collana che avrà nella vita di Rahan un'importanza particolare: non solo è simbolo di potere, ma anche di un'infanzia serena che non esisterà più.
Per Rahan inizia così una vita vagabonda e solitaria, che gli farà incontrare diverse tribù, a volte amiche, a volte ostili.

## Episodi
1. L'infanzia di Rahan
2. Le liane della verità
3. Il prigioniero del grande fiume
4. Il ritorno dei Goraks
5. Lo stregone della luna piena
6. Il capo dei capi
7. Il demone delle paludi
8. La tribù del lago maledetto
9. La scogliera d'argilla
10. L'ultimo uomo
11. La freccia bianca
12. La lancia magica
13. Il cucciolo d'uomo
14. L'arma terrificante
15. La valle delle ombre
16. Per salvare Alona
17. La pietra stellare
18. La laguna del terrore
19. La madre delle madri
20. I bambini del fiume
21. Le viscere di Gorak
22. Il paese dalla pelle bianca
23. La tribù degli uomini miti
24. Gli spiriti della notte
25. La morte di Rahan
26. Il grande amore di Rahan